# Adrian Patucha
Adrian Patucha (ur. 25 czerwca 1983 w Jaworznie) – polski siatkarz, grający na pozycji atakującego. 

## Sukcesy klubowe
Mistrzostwa Polski Kadetów:
- 2000
- 1999

Mistrzostwa Polski Juniorów:
- 2001, 2002
- 2000

Liga polska:
- 2005

Liga czeska:
- 2015, 2016
- 2017

Puchar Czech:
- 2016

## Sukcesy reprezentacyjne
Mistrzostwa Europy Kadetów:
- 2001